# Erich Wichmann

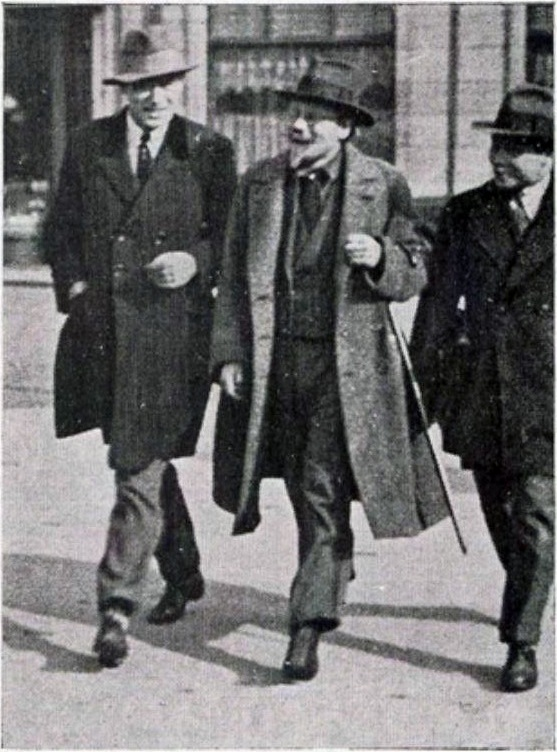
V.l.n.r. Ernst Michel, Erich Wichmann (midden) en H.A. Sinclair de Rochemont.

Erich Wichman, officieel Wichmann (Utrecht, 11 augustus 1890 – Amsterdam, 1 januari 1929) was een Nederlandse kunstenaar, excentriekeling, antiparlementair dwarsligger, medeoprichter van de Rapaillepartij, antiburgerlijk schrijver en vanaf midden jaren twintig fascist.

## Kindertijd en vormingsjaren
Wichmann (zelf zou hij vanaf ca. 1910 zijn familienaam altijd als Wichman schrijven en met een korte i uitspreken) was de zoon van Arthur Wichmann, een uit Duitsland afkomstige hoogleraar in de geologie en mineralogie, die sinds 1879 aan de Utrechtse universiteit werkzaam was. Wichmanns moeder Johanna Zeise was afkomstig uit een artistieke familie, zij schreef romans en gedichten in haar moedertaal, het Duits. Het echtpaar had vijf jaar voor Wichmanns geboorte een dochter, Clara Wichmann, gekregen. Al vroeg toonde Erich zich een begaafd kind, dat van vaderszijde een grote intelligentie en van moederskant een artistieke aanleg leek te hebben geërfd. In 1901 werd Wichmann leerling van het Utrechts Stedelijk Gymnasium. Wegens onhandelbaarheid haalden zijn ouders hem vroegtijdig van school. Ook een kortstondig verblijf op een Hilversumse kostschool sorteerde geen effect. Zijn ouders zonden hem vervolgens naar een Duitse kostschool, maar opnieuw met weinig succes. In 1907 haalden zij hem terug naar Nederland, waar hij zich ging voorbereiden op het staatsexamen HBS. Ook dat zou hij echter nooit behalen.

## Studietijd
In 1909 schreef Wichmann zich als toehoorder in aan de Utrechtse universiteit voor de vakken scheikunde en biologie. Hij bracht echter meer tijd buiten de collegezalen door dan er in. In de studentenwereld werd Wichmann een opvallende verschijning. Zijn dandyachtig uiterlijk cultiveerde hij door zijn haar te laten groeien, gekleed te gaan in een geruite jas en slobkousen te dragen. Zijn boxer Bobby en een wandelstok completeerden de excentrieke pose. Toen na enige tijd zijn belangstelling meer de kunstzinnige kant op ging, veranderde hij van studie. In 1911 ging hij colleges kunstgeschiedenis volgen bij Willem Vogelsang. Zijn literaire interesse bracht hem in contact met de Literair-Historische Kring van het Utrechtsch Studenten Corps, waarin hij spoedig opgenomen werd. Hier raakte hij bevriend met een aantal literaire talenten als Adriaan Roland Holst, Jacques Bloem, Annie Salomons en François Pauwels.
Hij begon zich nu in allerlei artistieke richtingen te ontplooien. Zijn eerste publicaties verschenen in het studentenblad Vox Studiosorum, hij begon te schilderen en hield zich met fluitspelen bezig. Het was ook in deze periode dat Wichmann kennismaakte met de moderne Europese kunststromingen, die een diepgaande invloed uitoefenden op zijn artistieke ideeën en zijn levenshouding mede zouden gaan bepalen. Zijn antiburgerlijke temperament, dat in deze nieuwe, controversiële, kunstvormen een uitweg vond, botste met de bezadigdheid van zijn geboortestad, waarvan hij meerdere malen in striemende artikelen getuigde. Zijn afkeer van Utrecht zou in 1915 culmineren in het even fantasierijke als dwarse geschrift De Tang en het Varken. In 1913 exposeerde Wichmann enige schilderijen op de Erster Deutscher Herbstsalon in Berlijn, door bemiddeling van Herwarth Walden, de grote promotor van moderne kunst, met wie hij inmiddels contact had gekregen.
Ook in Nederland ging hij nu vaker schilderijen exposeren. Met de studie kunstgeschiedenis waren zijn andere activiteiten inmiddels niet meer te combineren. Hij nam in 1914 afscheid van de universiteit.

## Kunstenaarschap

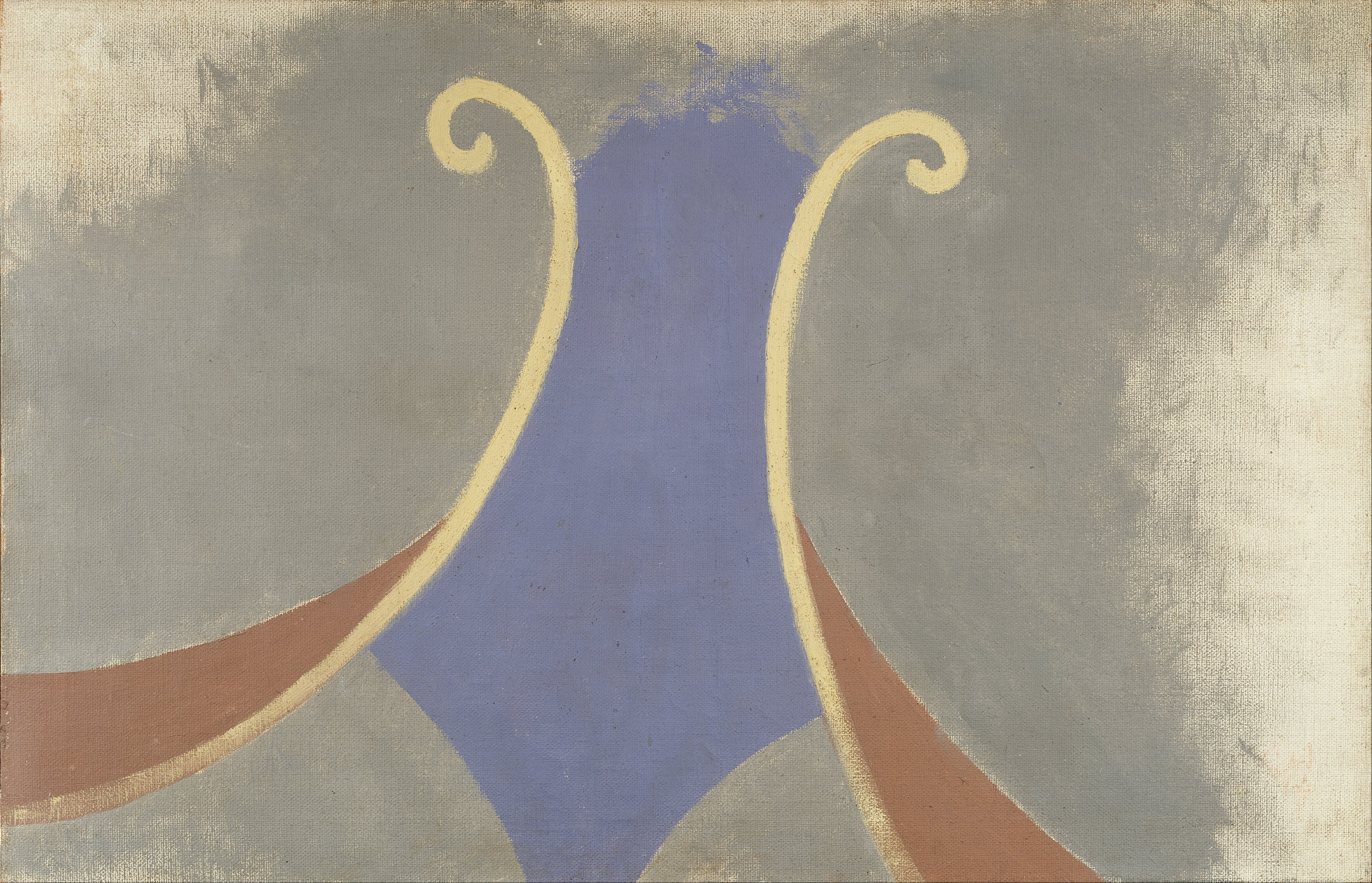
De vlam I. 1914. Utrecht, Centraal Museum.

Vanaf nu zou Wichmann zich geheel en al met kunst bezighouden. De volgende jaren kenmerkten zich door een zoektocht van Wichmann naar aansluiting bij de Nederlandse contemporaine kunstwereld. Hij raakte betrokken bij talrijke kunst- en kunstenaarsgroeperingen. Omstreeks 1915 verliet hij het ouderlijk huis in Utrecht en vestigde hij zich in Amsterdam. In 1916 was hij getrouwd met Leni Kampfraat, diamantslijpster. Het echtpaar zou drie zoons en een dochter krijgen. In diezelfde tijd nam de samenwerking met de Utrechtse Zilverfabriek van Begeer een aanvang. Tussen 1917 en 1919 vervaardigde hij bij Begeer allerlei sier- en gebruiksvoorwerpen. Toch lukte het hem niet definitief door te breken. Hij bleef een man van de marge.
Als kunstenaar gefrustreerd zocht Wichmann een andere uitweg voor zijn dadendrang. Na de Eerste Wereldoorlog was bij veel jonge kunstenaars een gevoel van afkeer tegen de maatschappij en de bourgeoisie ontstaan. Dit sentiment uitte zich in geëngageerde kunst en in het voeren van acties. Het fundament van dit protest was de gedachte dat oude maatschappelijke structuren vernietigd moesten worden ten gunste van een nieuw wereldbeeld en een betere mensheid. De eruit voortvloeiende antiburgerlijke dadendrang richtte zich tegen de maatschappij van die dagen en kon ook een antidemocratisch karakter aannemen. Deze sfeer van protest was vaak ongestructureerd en in die periode zeker nog niet politiek gericht. De vele gedaanten die dit rebelse elan kon aannemen, sloten aan bij het karakter van Wichmann.
Samen met zijn vrienden Anthon Bakels, Jan Havermans en Henk Eikeboom werd hij de oprichter van de Rapaille Partij, die aan de Amsterdamse gemeenteraadsverkiezingen van 1921 ging deelnemen. De bedoeling van de oprichters was aan te tonen tot welke absurditeiten het democratisch bestel kon leiden. De onderneming hield het midden tussen een studentikoze stunt en een weldoordachte antiparlementaire demonstratie.

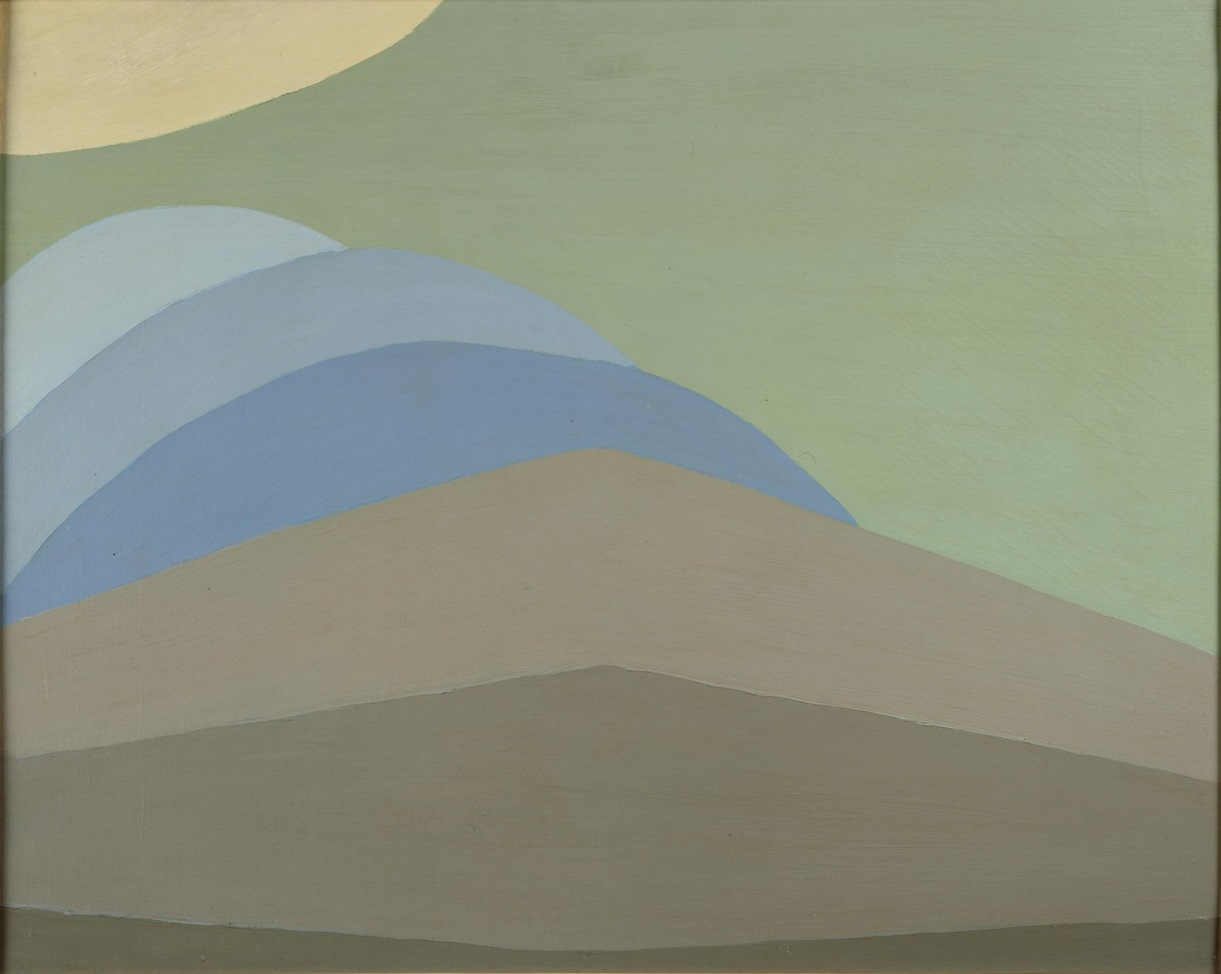
Landschap (1912-13)
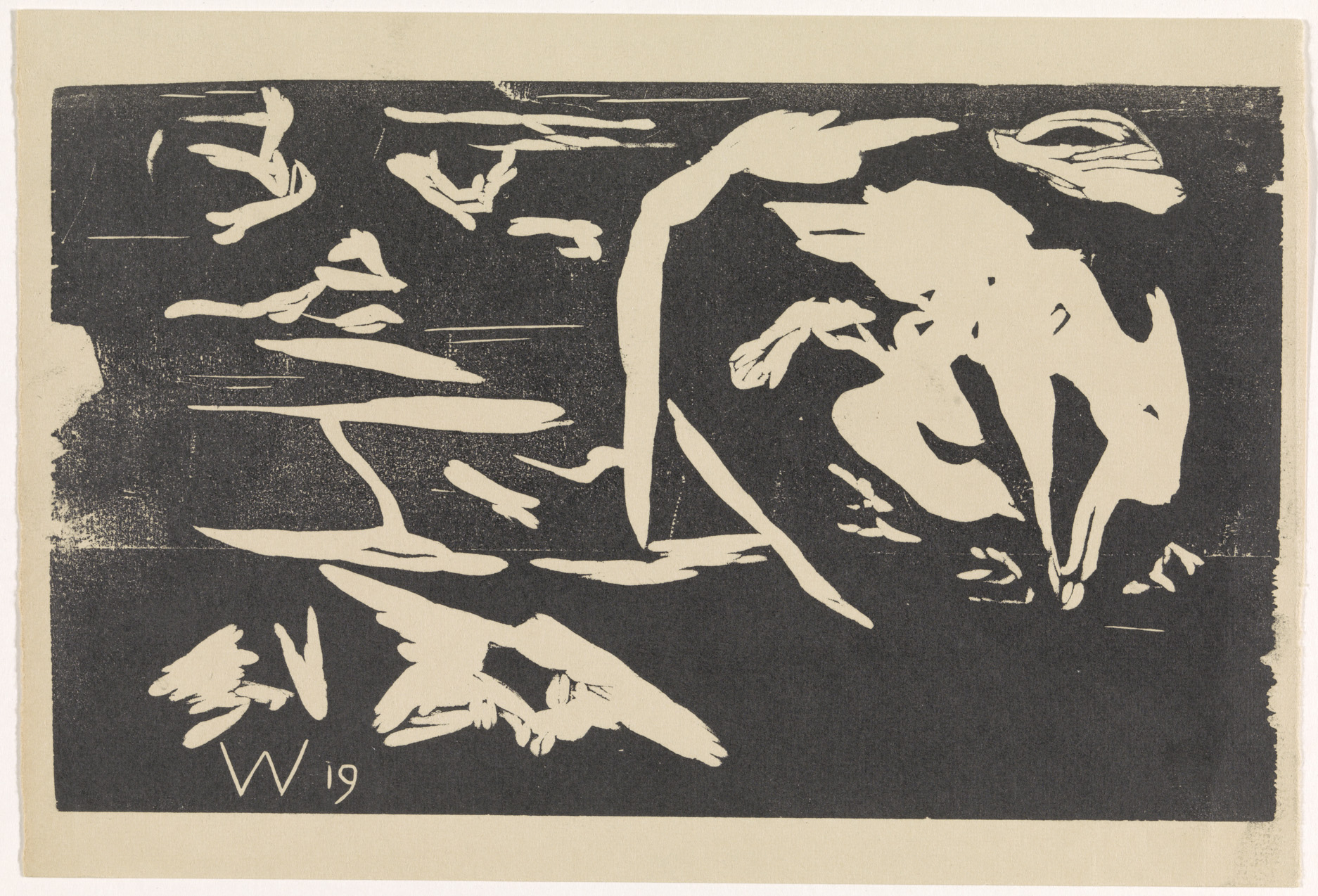
Abstracte compositie (1919)
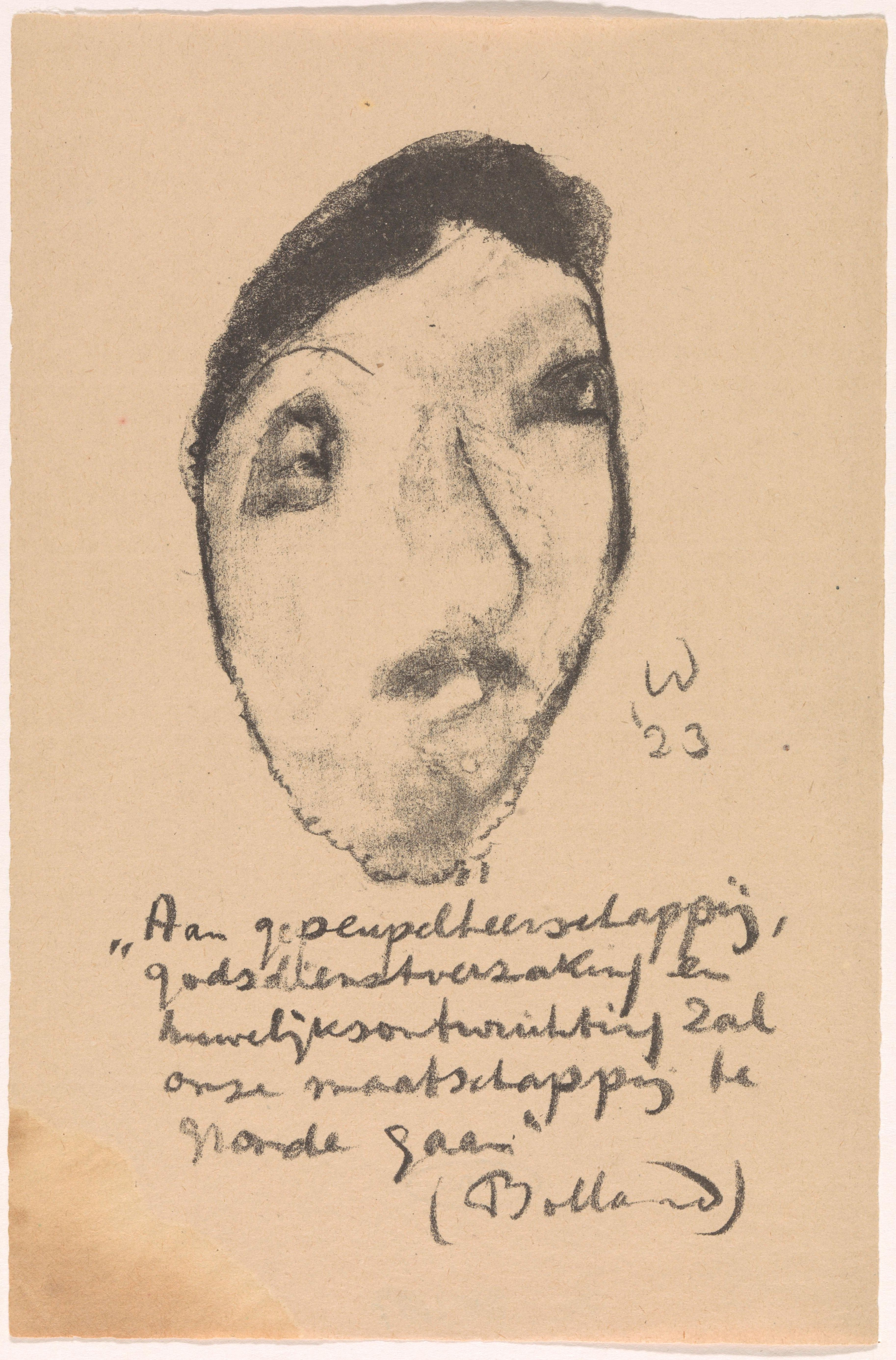
Karikatuur van Gerard Bolland (1923)
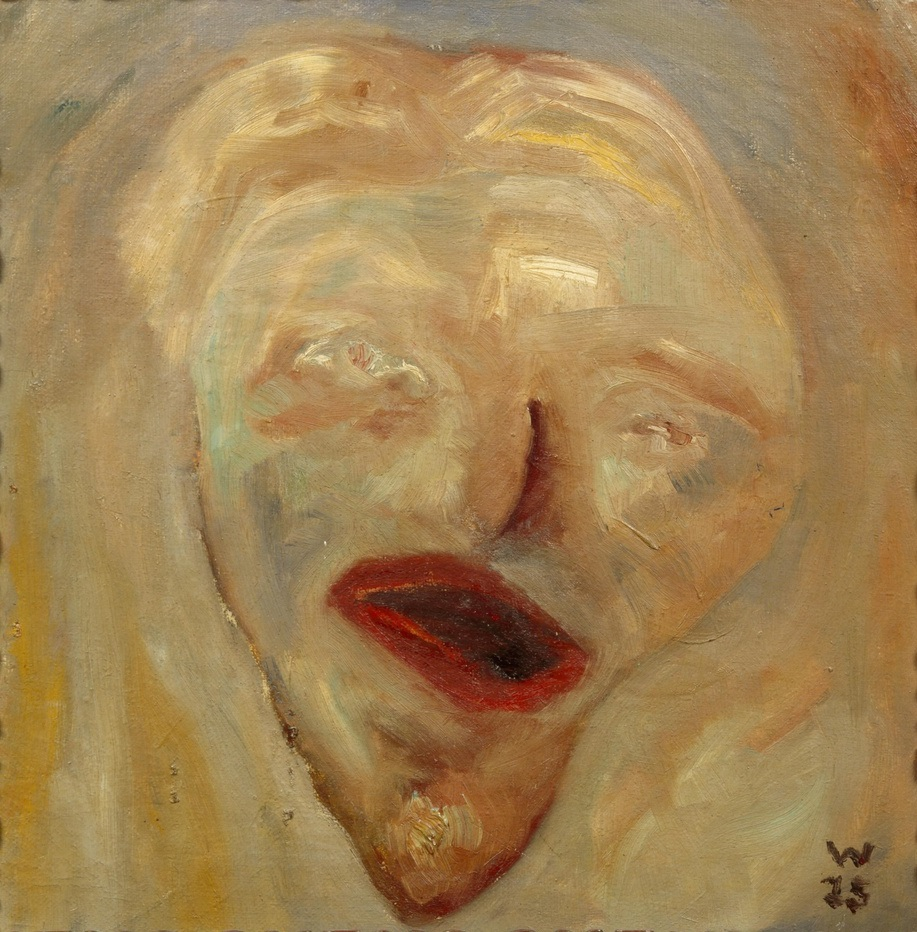
Zelfportret (1925)

## Naar het buitenland
Wichmanns persoonlijke omstandigheden bleven weinig florissant. In 1919 was hij een relatie aangegaan met de onderwijzeres Rie Zürcher. In 1920 werd hun dochtertje geboren. De jaren na 1921 zouden gekenmerkt worden door vele buitenlandse reizen, naar onder meer Parijs, Wenen, München en Berlijn, waar hij samen met Arthur Müller Lehning werkte aan Marsmans bundel Verzen. Ook dit project mislukte. Wel maakte hij in Berlijn kennis met Joris Ivens, met wie hij jaren later een film zou maken. In augustus 1923 kwam hij in Venetië aan. Later belandde hij in Milaan, waar hij contact zocht met Filippo Marinetti, de voorman van het futurisme. Ook ontmoette hij hier Wouter Lutkie. Hij bleef een jaar in Milaan en verdiende zijn brood met een tijdelijke functie bij de Nederlandse Kamer van Koophandel, die daar tevens de functie van Nederlands consulaat vervulde. Hij leerde er het Italiaanse fascisme van Mussolini kennen, dat hem dagelijks omringde en hem zeer geestdriftig maakte. In september 1924 keerde Wichmann terug naar Nederland. Het jaar erop verscheen zijn pleidooi voor het fascisme in de brochure 'Het fascisme in Nederland'.
Na enkele teleurstellende ervaringen zocht hij opnieuw zijn heil in het buitenland: begin 1925 vertrok hij naar Parijs, alwaar dat jaar de Exposition Internationale des Arts Décoratifs et Industriels Modernes werd gehouden. Het was de bedoeling van deze tentoonstelling, waaraan de thans ingeburgerde term 'art deco' rechtstreeks ontleend is, een breed overzicht te geven van alle bestaande vormen van toegepaste kunst. J.F. Staal, een architect van de Amsterdamse School, had de opdracht het Nederlandse Paviljoen te ontwerpen. Hij betrok Wichmann erbij, vanwege diens ervaring met het metalliseren van beton, die voor de bewerking van enige onderdelen van het paviljoen goed van pas kwam. Ook zou Wichmann met de vervaardiging van twee glas-in-loodramen zijn bijdrage leveren aan het paviljoen. Bovendien nam hij met enige assistenten de verzorging van het schilderwerk op zich. Eenmaal in Parijs stortte Wichmann zich met grote geestdrift op het werk.
Op deze periode was Wichmanns eigen uitspraak 'Kunst mag zijn al wat gij wilt, maar het kunstwerk komt uit de werkplaats!' buitengewoon toepasselijk. De realisatie van het bouwplan maakte een creativiteit in Wichmann los die zich over meer terreinen uitstrekte dan waartoe zijn feitelijke opdracht zich beperkte. De adviezen die hij Staal, op het bemoeizuchtige af, ongevraagd verstrekte, zullen waarschijnlijk met een gereserveerde houding ontvangen zijn, maar het project werd in ieder geval tot een goed einde gebracht. Het paviljoen oogstte bewondering door zijn markante vormgeving en de Franse medailleregen trof ook Wichmann: hij ontving een bronzen medaille voor zijn tentoongestelde werk. Zelf vond hij later hiervan dat hij of een eerste prijs of geen prijs had moeten hebben. Met enige onderbrekingen bleef Wichmann een jaar in Parijs.

## Terug in Nederland
De lichamelijke en geestelijke toestand van Wichmann was in de loop van 1926 tot een ongekend dieptepunt gedaald. Gerard Bruning, die hem in deze periode ontmoette, vond hem geheel uitgedoofd en noemde hem 'de puinhoop van een bastion'. Riek Palache zette zich in voor Wichmanns terugkeer naar Nederland. Deze kunstenares met politieke belangstelling stuurde hem een treinkaartje voor de terugreis en ving hem daarna op. Het was ook door haar bemiddeling bij Jan Toorop, die Wichmanns politieke ideeën meer waardeerde dan zijn kunst, dat korte tijd later een tentoonstelling van Wichmanns werk in De Sirkel in Den Haag gehouden werd. Ten behoeve van deze tentoonstelling had Wichmann al eerder aan Joris Ivens gevraagd foto's van zijn schilderijen te maken. Enige tijd later schreef hij in samenwerking met Ivens het filmscript De Zieke Stad, waarin ze beiden als acteur figureerden. Van deze film is in 1927 een gedeelte opgenomen. Ook hernam hij zijn literaire activiteiten. In De Gemeenschap en in De Vrije Bladen werd literair en grafisch werk van Wichmann opgenomen.

## Laatste levensjaar en dood

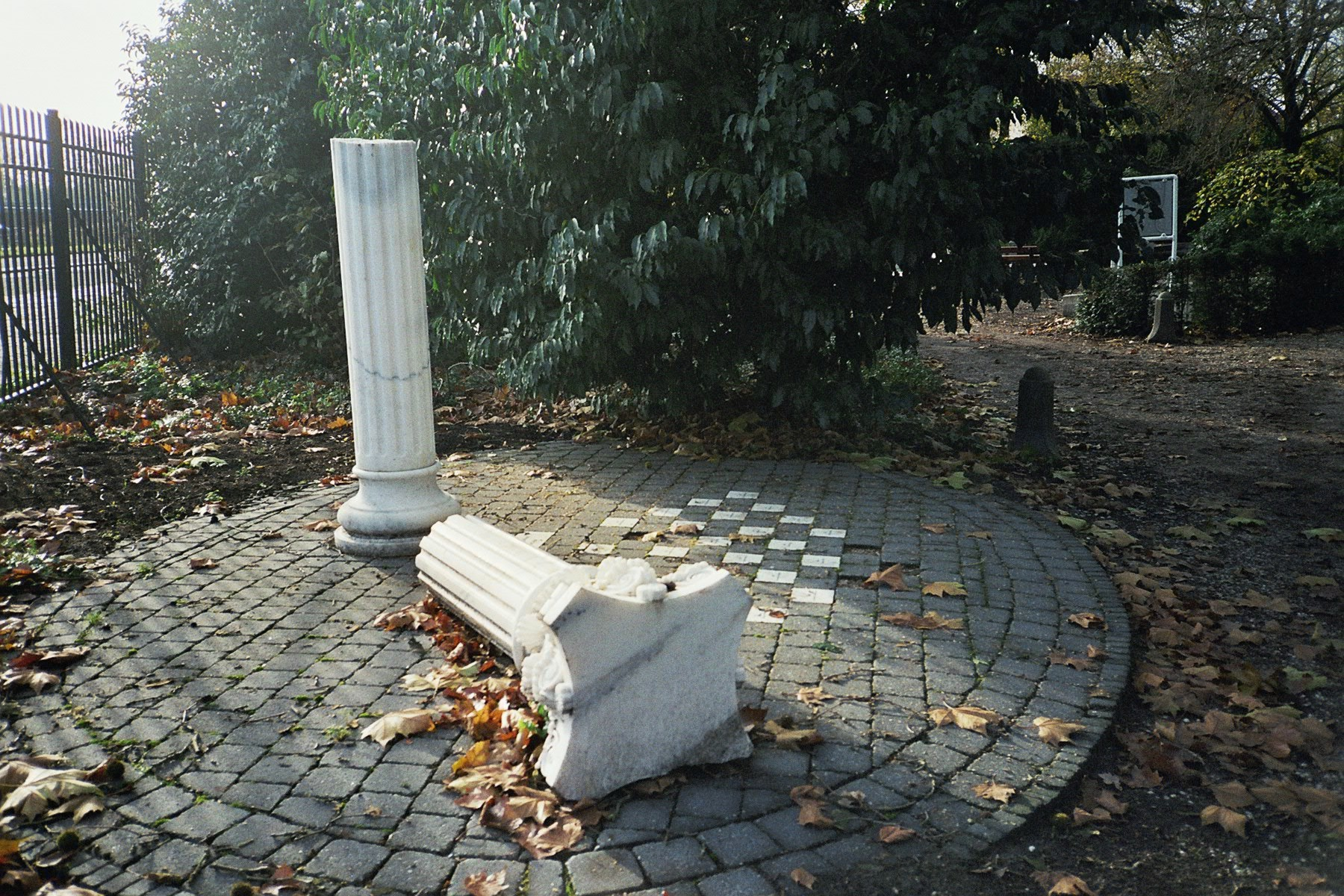
Gebroken zuil. Herinneringsplaats voor kunstenaars op Zorgvlied. Een van de plaquettes is opgedragen aan Wichmann

Wichmanns laatste levensjaar 1928 stond geheel in het teken van het fascisme. In december 1927 was het eerste nummer verschenen van De Bezem, fascistisch weekblad voor Nederland. Het blad was een initiatief van de actualist Hugo Sinclair de Rochemont, terwijl de uitgave ervan werd mogelijk gemaakt door de bemiddelde Alfred Haighton, die talrijke fascistische ondernemingen financierde. De eerste nummers werden nog geheel gevuld door Sinclair. Het blad trok spoedig de aandacht van Wichmann, die zich erop abonneerde en na korte tijd ook ervoor begon te schrijven. In minder dan een jaar zou Wichmann bijna vijftig lange of korte stukken voor De Bezem produceren, waarin hij meestal inhaakte op actuele onderwerpen.
Met zijn even zwierig geschreven als ongenuanceerde ontboezemingen ging hij al snel het beeld van het tijdschrift bepalen, evenals met cynische kwatrijnen en afbeeldingen van zijn werk. De Bezem genoot vooral door Wichmanns bijdragen een grote belangstelling bij een groep intellectuelen en kunstenaars, die vaak persoonlijk door hem als abonnee waren geworven; ook met de colportage van het weekblad hield Wichmann zich bezig. Rond het blad ontstond spoedig een groepje sympathisanten, dat zich met actievoeren ging bezighouden, waarbij het initiatief meestal van Wichmann uitging.
Toen op 3 maart 1928 Jan Toorop, een groot vereerder van Mussolini, overleed, werd door de Bezem-groep geprobeerd van de begrafenisplechtigheid een fascistische manifestatie te maken. Niet veel later was Wichmann de bedenker van een gecompliceerd vlooienspuitapparaat waarmee op 1 mei 1928 de voorbijmarcherende socialisten besproeid zouden moeten worden. Door haar praktische onuitvoerbaarheid ging deze onderneming niet door, maar op 30 april 1928 werd er wel een doelgerichte actie ondernomen. De geslaagde poging tot het verstoren van een radio-uitzending van de VARA door het luidkeels in de microfoon roepen van 'Leve Prinses Juliana' kwam Wichmann op een ontwrichte arm te staan. In anti-marxistische kringen werd deze daad overigens zeer toegejuicht; een Amsterdamse chirurg behandelde Wichmanns arm kosteloos.
De Belgische aanspraken op de Westerschelde verleidden de Bezem-activisten tot een onderneming, die de heroïsche benaming 'de eendaagsche veldtocht' zou krijgen. Toen een groep Belgische demonstranten in Hansweert aan wal wilde gaan, stond Wichmann met een klein groepje medestanders, onzichtbaar achter een dijk opgesteld, zoveel lawaai te maken, dat de onzekere Belgen van de invasie afzagen. Dit wapenfeit werd natuurlijk in De Bezem zeer breed uitgemeten.
Geheel in beslag genomen door De Bezem ontplooide Wichmann in 1928 geen kunstzinnige activiteiten van enig belang. In hetzelfde jaar werd hij geplaagd door een reeks ongelukken, die hij voornamelijk aan eigen onachtzaamheid te wijten had. Voor het uitzieken van de gevolgen ervan gunde hij zich nauwelijks de tijd, wat zijn zwakke constitutie niet ten goede kwam. Zijn gezondheid liep sterk achteruit. In het najaar van 1928 werden Wichmann en Sinclair uitgenodigd een lezing over fascisme voor het Utrechtsch Studenten Corps te houden. Toen zij in de sociëteit arriveerden, was die leeg: de studenten waren naar Breukelen vertrokken, waar een dijk op doorbreken stond. De fascistische voorliefde voor het stellen van een daad indachtig begaven Wichmann en Sinclair zich naar de bedreigde plaats en assisteerden bij de werkzaamheden. Wichmann liep door de vochtige onderneming in die koude novembernacht een longontsteking op, waarvan hij niet meer zou herstellen. Omdat de toestand waarin hij verkeerde niet als levensbedreigend werd gezien en hij zijn journalistieke werk voor De Bezem normaal voortzette, kwam zijn dood als een verrassing. Enige uren nadat hij met zijn vrouw en zijn moeder nog had geklonken op het nieuwe jaar 1929, stierf hij.

## Nachleben
Op 4 januari 1929 werd Wichmann onder grote belangstelling op het Amsterdamse Zorgvlied ten grave gedragen. Hoewel de begrafenis door de kameraden van 'De Bezem' georganiseerd was, werd de kist ook gedragen door vrienden die een geheel andere politieke overtuiging waren toegedaan, zoals de kunstenaars John Rädecker, Charley Toorop, Louis Saalborn, Herman Bieling, Henri Jonas, Johan Polet, Piet van Wijngaerdt en Dirk Filarski en ook vrienden met een veelzijdige achtergrond als Arthur Lehning, Jan Engelman, Henri Wiessing, Joris Ivens, Willem Royaards, George Charles Labouchere en Lodewijk Ali Cohen.
Al snel na Wichmanns dood zouden de internationale politieke omstandigheden zich verharden. De vrijblijvendheid waarmee politieke tegenstanders in Wichmanns tijd nog met elkaar hadden kunnen verkeren, was voorbij toen naar aanleiding van de politieke ontwikkelingen in Italië, Duitsland en later Spanje principiële keuzes gemaakt moesten worden.
Veel van Wichmanns oude vrienden keerden zich van het fascisme af, anderen kozen voor het nationaalsocialisme, wat sommigen van hen aan het oostfront bracht. Meer dan door zijn eigen ideeën en daden is Wichmann wellicht gecompromitteerd door hen die hem postuum bij hun gedachtegoed hebben willen inlijven, waarbij in het bijzonder Anton Mussert en Arnold Meijer moeten worden genoemd. Hierdoor vooral zou Wichmann tot lang na de Tweede Wereldoorlog met het nazisme geassocieerd worden. Pas vele jaren na de Tweede Wereldoorlog wist de artistieke nalatenschap van Wichmann te ontsnappen aan deze fatale politieke omhelzing.

## Publieke collecties (selectie)
Werken van Erich Wichmann zijn onder meer te vinden in:
- Museum De Fundatie in Zwolle[1]
- Teylers Museum in Haarlem